# NGC 5556
NGC 5556 est une galaxie spirale barrée située dans la constellation de l'Hydre. Sa vitesse par rapport au fond diffus cosmologique est de 1 625 ± 17 km/s, ce qui correspond à une distance de Hubble de 24,0 ± 1,7 Mpc (∼78,3 millions d'al). NGC 5556 a été découverte par l'astronome britannique John Herschel en 1834.

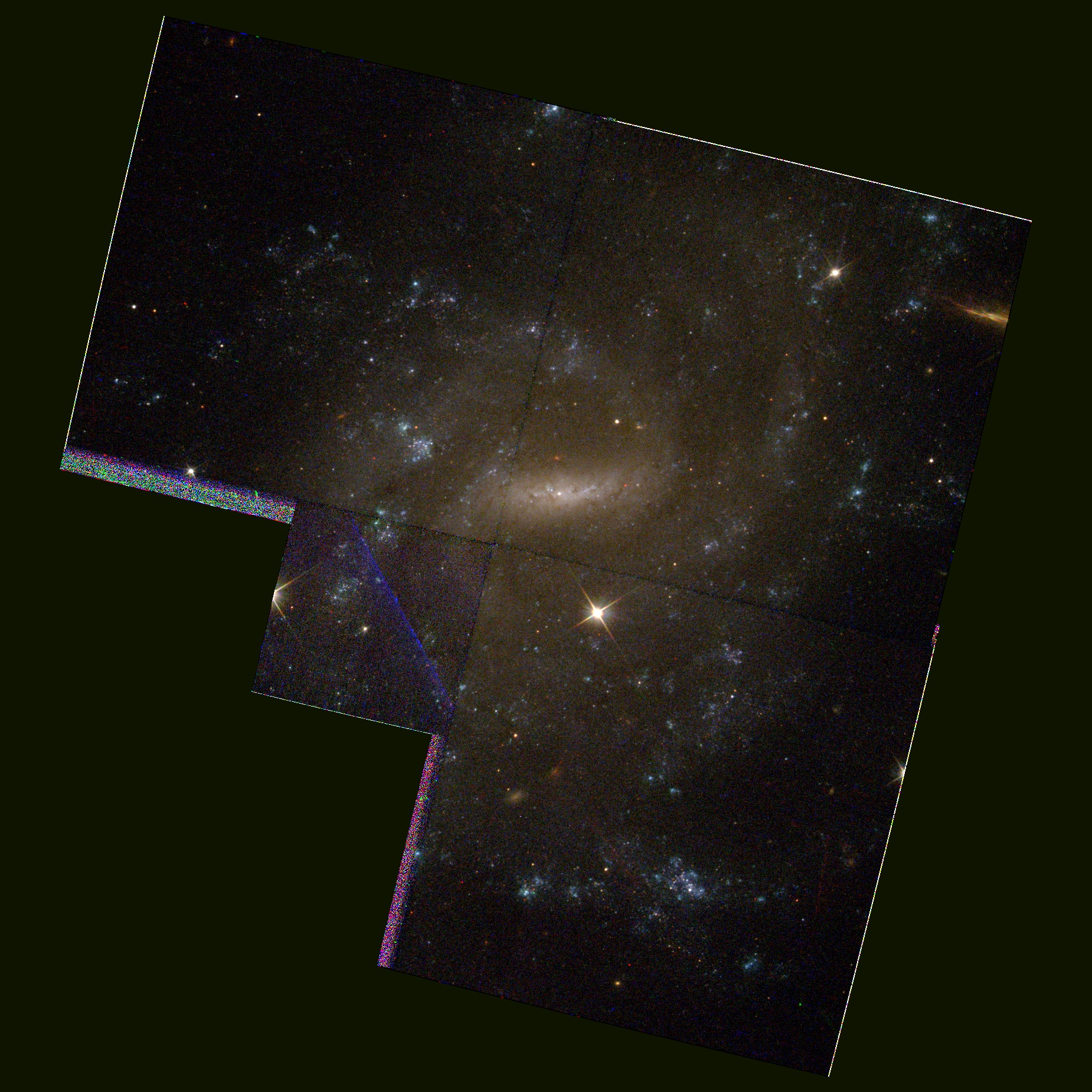
NGC 5556 par le télescope spatial Hubble.

La classe de luminosité de NGC 5556 est IV et elle présente une large raie HI.
En raison d'une brillance de surface égale à 14,63 mag/am2, on peut qualifier NGC 5556 de galaxie à faible brillance de surface (LSB en anglais pour low surface brightness). Les galaxies LSB sont des galaxies diffuses (D) avec une brillance de surface inférieure de moins d'une magnitude à celle du ciel nocturne ambiant.
À ce jour, quatre mesures non basées sur le décalage vers le rouge (redshift) donnent une distance de 17,275 ± 2,458 Mpc (∼56,3 millions d'al), ce qui est un peu à l'extérieur des valeurs de la distance de Hubble. Puisque cette galaxie est relativement rapprochée du Groupe local, cette distance est peut-être plus près de sa distance réelle que la distance de Hubble. Notons que c'est avec la valeur moyenne des mesures indépendantes, lorsqu'elles existent, que la base de données NASA/IPAC calcule le diamètre d'une galaxie et qu'en conséquence le diamètre de NGC 5556 pourrait être d'environ 41,8 kpc (∼136 000 al) si on utilisait la distance de Hubble pour le calculer.